# (52427) 1994 PH
1994 بي إتش (ويعرف أيضًا باسم (52427) 1994 بي إتش وفق تسمية الكوكب الصغير) (بالإنجليزية: 1994 PH)‏ هو كويكب ضمن حزام الكويكبات؛ وترتيبه 52427 من حيث الاكتشاف.
اكتُشف هذا الجُرم الفلكي بواسطة Yoshisada Shimizu ‏ في 2 أغسطس 1994.

## وصلات خارجية
- (52427) 1994 PH في قاعدة بيانات مختبر الدفع النفاث لأجرام النظام الشمسي الصغيرة

- الاكتشاف · مخطط المدار ·  العناصر المدارية · المعلمات المادية

- (52427) 1994 PH على موقع ويكي سكاي: DSS2, SDSS, GALEX, IRAS, Hydrogen α, X-Ray, Astrophoto, Sky Map, Articles and images